# Světový pohár v rychlobruslení 2001/2002
Světový pohár v rychlobruslení 2001/2002 byl 17. ročník Světového poháru v rychlobruslení. Konal se v období od 10. listopadu 2001 do 10. března 2002. Soutěž byla organizována Mezinárodní bruslařskou unií (ISU).

## Kalendář
| Místo          | Datum                  | 500 m | 1000 m | 1500 m | 3 km/5 km | 5 km/10 km |
| -------------- | ---------------------- | ----- | ------ | ------ | --------- | ---------- |
| Berlín         | 10.–11. listopadu 2001 |       |        | 1×     | 1×        |            |
| Innsbruck      | 17.–18. listopadu 2001 |       |        | 1×     | 1×        |            |
| Haag           | 23.–25. listopadu 2001 |       |        | 1×     | 1×        | 1×         |
| Salt Lake City | 1.–2. prosince 2001    | 2×    | 2×     |        |           |            |
| Calgary        | 8.–9. prosince 2001    | 2×    | 1×     | 1×     |           |            |
| Heerenveen     | 11.–13. ledna 2002     | 2×    | 1×     | 1×     | 1×        |            |
| Oslo           | 2.–3. března 2002      | 2×    | 2×     |        |           |            |
| Inzell         | 8.–10. března 2002     | 2×    | 1×     | 1×     | 1×        |            |

## Muži

### 500 m
| Místo            | 1. místo                    | Čas      | 2. místo           | Čas      | 3. místo           | Čas      | Příp. další česká účast                                | Čas         |
| ---------------- | --------------------------- | -------- | ------------------ | -------- | ------------------ | -------- | ------------------------------------------------------ | ----------- |
| Salt Lake City 1 | Jeremy Wotherspoon          | 34,85    | Casey FitzRandolph | 34,89    | Mike Ireland       | 34,95    | 45. Erik Bouwman 48. David Kramár                      | 37,01 37,86 |
| Salt Lake City 2 | Jeremy Wotherspoon          | 34,66    | Casey FitzRandolph | 34,71    | Mike Ireland       | 34,96    | 45. Erik Bouwman                                       | 37,20       |
| Calgary 1        | Jeremy Wotherspoon          | 34,68    | Casey FitzRandolph | 34,82    | Mike Ireland       | 34,93    | 25. (div. B) Erik Bouwman 31. (div. B) David Kramár    | 37,04 37,85 |
| Calgary 2        | Tojoki Takeda               | 34,62    | Gerard van Velde   | 34,88    | Jeremy Wotherspoon | 34,93    | 21. (div. B) Erik Bouwman 25. (div. B) Miroslav Vtípil | 37,13 39,23 |
| Heerenveen 1     | I Kju-hjok Gerard van Velde | 35,46    | —                  | —        | Jan Bos            | 35,53    | 25. (div. B) Miroslav Vtípil                           | 40,00       |
| Heerenveen 2     | Jeremy Wotherspoon          | 35,24    | Casey FitzRandolph | 35,40    | Hirojasu Šimizu    | 35,49    | 21. (div. B) Erik Bouwman 24. (div. B) David Kramár    | 37,47 38,82 |
| Oslo 1           | Dmitrij Lobkov              | 37,05    | Tojoki Takeda      | 37,36    | Casey FitzRandolph | 37,38    | 10. (div. B) Erik Bowman                               | DNS         |
| Oslo 2           | Ådne Søndrål                | 36,02    | Dmitrij Lobkov     | 36,04    | Kuniomi Hanejši    | 36,07    | 9. (div. B) Erik Bowman                                | 39,13       |
| Inzell 1         | Tojoki Takeda               | 35,57    | Mike Ireland       | 35,59    | Dmitrij Lobkov     | 35,62    | 19. (div. B) Erik Bouwman 26. (div. B) David Kramár    | 37,81 38,43 |
| Inzell 2         | Tojoki Takeda               | 35,62    | Erben Wennemars    | 35,66    | Jeremy Wotherspoon | 35,73    | 19. (div. B) David Kramár                              | 37,88       |
|                  |                             |          |                    |          |                    |          |                                                        |             |
| Celkové pořadí   | Jeremy Wotherspoon          | 630 bodů | Tojoki Takeda      | 550 bodů | Casey FitzRandolph | 535 bodů |                                                        |             |

### 1000 m
| Místo            | 1. místo           | Čas          | 2. místo           | Čas      | 3. místo           | Čas      | Příp. další česká účast                                | Čas             |
| ---------------- | ------------------ | ------------ | ------------------ | -------- | ------------------ | -------- | ------------------------------------------------------ | --------------- |
| Salt Lake City 1 | Jeremy Wotherspoon | 1:07,72 (WR) | Casey FitzRandolph | 1:08,06  | Mike Ireland       | 1:08,31  | 37. Erik Bouwman 46. David Kramár                      | 1:11,97 1:14,25 |
| Salt Lake City 2 | Jeremy Wotherspoon | 1:07,83      | Erben Wennemars    | 1:07,88  | Ådne Søndrål       | 1:08,15  | 37. Erik Bouwman 45. David Kramár                      | 1:11,50 1:13,97 |
| Calgary          | Mike Ireland       | 1:07,99      | Tojoki Takeda      | 1:08,37  | Casey FitzRandolph | 1:08,58  | 18. (div. B) Erik Bouwman 29. (div. B) Miroslav Vtípil | 1:11,71 1:16,31 |
| Heerenveen       | Jan Bos            | 1:10,12      | Erben Wennemars    | 1:10,19  | I Kju-hjok         | 1:10,34  | 11. (div. B) Erik Bouwman                              | 1:14,03         |
| Oslo 1           | Ådne Søndrål       | 1:13,06      | Jeremy Wotherspoon | 1:13,76  | Erben Wennemars    | 1:14,31  | 7. (div. B) Erik Bouwman                               | 1:18,52         |
| Oslo 2           | Ådne Søndrål       | 1:11,86      | Mike Ireland       | 1:12,92  | Kip Carpenter      | 1:12,95  | 6. (div. B) Erik Bouwman                               | 1:16,87         |
| Inzell           | Gerard van Velde   | 1:10,67      | Janne Hänninen     | 1:10,83  | Jan Bos            | 1:10,96  | 18. (div. B) Erik Bouwman 24. (div. B) David Kramár    | 1:14,39 1:16,23 |
|                  |                    |              |                    |          |                    |          |                                                        |                 |
| Celkové pořadí   | Jeremy Wotherspoon | 450 bodů     | Jan Bos            | 390 bodů | Ådne Søndrål       | 383 bodů |                                                        |                 |

### 1500 m
| Místo          | 1. místo                            | Čas      | 2. místo          | Čas      | 3. místo         | Čas      | Příp. další česká účast                                | Čas             |
| -------------- | ----------------------------------- | -------- | ----------------- | -------- | ---------------- | -------- | ------------------------------------------------------ | --------------- |
| Berlín         | Jakko Jan Leeuwangh Petter Andersen | 1:50,23  | —                 | —        | Erben Wennemars  | 1:50,26  | 40. Erik Bouwman 58. David Kramár                      | 1:54,13 1:58,36 |
| Innsbruck      | Ådne Søndrål                        | 1:50,94  | Dustin Molicki    | 1:51,36  | Martin Hersman   | 1:51,46  | —                                                      | —               |
| Haag           | Derek Parra                         | 1:49,78  | Martin Hersman    | 1:50,39  | Christian Breuer | 1:51,01  | 30. (div. B) David Kramár 34. (div. B) Miroslav Vtípil | 2:00,30 2:03,57 |
| Calgary        | Ådne Søndrål                        | 1:45,81  | Erben Wennemars   | 1:46,19  | Derek Parra      | 1:46,54  | 18. (div. B) David Kramár 19. (div. B) Miroslav Vtípil | 1:54,73 1:54,98 |
| Heerenveen     | Dustin Molicki                      | 1:48,60  | Erben Wennemars   | 1:49,33  | Ådne Søndrål     | 1:49,42  | 32. (div. B) David Kramár 34. (div. B) Erik Bouwman    | DSQ DNS         |
| Inzell         | Ådne Søndrål                        | 1:49,56  | Jevgenij Lalenkov | 1:49,90  | Derek Parra      | 1:50,69  | 23. (div. B) Erik Bouwman 28. (div. B) Miroslav Vtípil | 1:55,65 2:00,87 |
|                |                                     |          |                   |          |                  |          |                                                        |                 |
| Celkové pořadí | Ådne Søndrål                        | 374 bodů | Erben Wennemars   | 340 bodů | Derek Parra      | 328 bodů |                                                        |                 |

### 5000 m/10 000 m
| Místo          | Disciplína     | 1. místo       | Čas      | 2. místo          | Čas      | 3. místo       | Čas      | Příp. další česká účast                                | Čas             |
| -------------- | -------------- | -------------- | -------- | ----------------- | -------- | -------------- | -------- | ------------------------------------------------------ | --------------- |
| Berlín         | 5000 m         | Gianni Romme   | 6:28,92  | Bob de Jong       | 6:32,68  | Rintje Ritsma  | 6:33,08  | 35. (div. B) Miroslav Vtípil                           | 7:05,31         |
| Innsbruck      | 5000 m         | Gianni Romme   | 6:35,57  | Bob de Jong       | 6:38,61  | Carl Verheijen | 6:43,02  | —                                                      | —               |
| Haag 1         | 5000 m         | Gianni Romme   | 6:38,52  | Jochem Uytdehaage | 6:39,93  | Eskil Ervik    | 6:40,35  | 34. (div. B) Miroslav Vtípil 36. (div. B) David Kramár | 7:19,93 7:47,61 |
| Haag 2         | 10 000 m       | Frank Dittrich | 13:50,52 | Lasse Sætre       | 13:51,90 | Paweł Zygmunt  | 13:53,78 | 22. (div. B) Miroslav Vtípil                           | 15:17,05        |
| Heerenveen     | 5000 m         | Carl Verheijen | 6:28,20  | Gianni Romme      | 6:32,82  | Bob de Jong    | 6:32,96  | 27. (div. B) Miroslav Vtípil                           | 7:03.88         |
| Inzell         | 5000 m         | Eskil Ervik    | 6:36,10  | Gianni Romme      | 6:37,82  | Derek Parra    | 6:39,79  | 21. (div. B) Miroslav Vtípil                           | 7:01,43         |
|                |                |                |          |                   |          |                |          |                                                        |                 |
| Celkové pořadí | Celkové pořadí | Gianni Romme   | 460 bodů | Bob de Jong       | 340 bodů | Carl Verheijen | 291 bodů |                                                        |                 |

## Ženy

### 500 m
| Místo            | 1. místo                        | Čas        | 2. místo                        | Čas      | 3. místo           | Čas      | Příp. další česká účast        | Čas   |
| ---------------- | ------------------------------- | ---------- | ------------------------------- | -------- | ------------------ | -------- | ------------------------------ | ----- |
| Salt Lake City 1 | Catriona LeMayová-Doanová       | 37,55      | Sabine Völkerová                | 37,84    | Sajuri Ósugaová    | 37,93    | —                              | —     |
| Salt Lake City 2 | Catriona LeMayová-Doanová       | 37,40      | Sabine Völkerová                | 37,64    | Sajuri Ósugaová    | 37,78    | —                              | —     |
| Calgary 1        | Catriona LeMayová-Doanová       | 37,29 (WR) | Světlana Žurovová               | 37,81    | Sabine Völkerová   | 37,82    | 21. (div. B) Marcela Kramárová | 41,36 |
| Calgary 2        | Catriona LeMayová-Doanová       | 37,22 (WR) | Sabine Völkerová                | 37,77    | Světlana Žurovová  | 37,88    | 20. (div. B) Marcela Kramárová | 41,82 |
| Heerenveen 1     | Catriona LeMayová-Doanová       | 38,28      | Andrea Nuytová                  | 38,52    | Sabine Völkerová   | 38,85    | 14. (div. B) Marcela Kramárová | 42,19 |
| Heerenveen 2     | Catriona LeMayová-Doanová       | 38,12      | Andrea Nuytová                  | 38,68    | Světlana Žurovová  | 38,68    | 15. (div. B) Marcela Kramárová | 43,89 |
| Oslo 1           | Aki Tonoikeová                  | 40,86      | Světlana Žurovová               | 40,90    | Anželika Kotjugová | 41,00    | —                              | —     |
| Oslo 2           | Světlana Kajkanová              | 39,68      | Aki Tonoikeová                  | 39,77    | Jukari Watanabeová | 39,91    | —                              | —     |
| Inzell 1         | Catriona LeMayová-Doanová       | 38,60      | Monique Garbrechtová-Enfeldtová | 38,61    | Světlana Žurovová  | 38,91    | 14. (div. B) Marcela Kramárová | 42,72 |
| Inzell 2         | Monique Garbrechtová-Enfeldtová | 38,43      | Catriona LeMayová-Doanová       | 38,49    | Aki Tonoikeová     | 39,06    | 11. (div. B) Marcela Kramárová | 42,85 |
|                  |                                 |            |                                 |          |                    |          |                                |       |
| Celkové pořadí   | Catriona LeMayová-Doanová       | 780 bodů   | Světlana Žurovová               | 550 bodů | Sabine Völkerová   | 525 bodů |                                |       |

### 1000 m
| Místo            | 1. místo                  | Čas          | 2. místo                        | Čas      | 3. místo                        | Čas      | Příp. další česká účast        | Čas     |
| ---------------- | ------------------------- | ------------ | ------------------------------- | -------- | ------------------------------- | -------- | ------------------------------ | ------- |
| Salt Lake City 1 | Jennifer Rodriguezová     | 1:14,68      | Monique Garbrechtová-Enfeldtová | 1:14,80  | Sabine Völkerová                | 1:14,81  | —                              | —       |
| Salt Lake City 2 | Sabine Völkerová          | 1:14,06 (WR) | Jennifer Rodriguezová           | 1:14,71  | Monique Garbrechtová-Enfeldtová | 1:14,97  | —                              | —       |
| Calgary          | Sabine Völkerová          | 1:14,62      | Catriona LeMayová-Doanová       | 1:14,76  | Anni Friesingerová              | 1:15,04  | 24. (div. B) Marcela Kramárová | 1:22,98 |
| Heerenveen       | Marianne Timmerová        | 1:16,93      | Andrea Nuytová                  | 1:17,18  | Sabine Völkerová                | 1:17,26  | 26. (div. B) Marcela Kramárová | 1:26,16 |
| Oslo 1           | Aki Tonoikeová            | 1:21,53      | Anželika Kotjugová              | 1:21,90  | Sabine Völkerová                | 1:22,41  | —                              | —       |
| Oslo 2           | Sabine Völkerová          | 1:20,94      | Jennifer Rodriguezová           | 1:21,07  | Anželika Kotjugová              | 1:21,32  | —                              | —       |
| Inzell           | Catriona LeMayová-Doanová | 1:17,39      | Jennifer Rodriguezová           | 1:17,80  | Monique Garbrechtová-Enfeldtová | 1:18,00  | 11. (div. B) Marcela Kramárová | 1:25,54 |
|                  |                           |              |                                 |          |                                 |          |                                |         |
| Celkové pořadí   | Sabine Völkerová          | 510 bodů     | Jennifer Rodriguezová           | 435 bodů | Aki Tonoikeová                  | 335 bodů |                                |         |

### 1500 m
| Místo          | 1. místo             | Čas      | 2. místo              | Čas      | 3. místo             | Čas      | Příp. další česká účast        | Čas     |
| -------------- | -------------------- | -------- | --------------------- | -------- | -------------------- | -------- | ------------------------------ | ------- |
| Berlín         | Anni Friesingerová   | 1:57,86  | Jennifer Rodriguezová | 1:58,10  | Sabine Völkerová     | 1:58,30  | 48. Marcela Kramárová          | 2:12,69 |
| Innsbruck      | Anni Friesingerová   | 2:00,53  | Jennifer Rodriguezová | 2:00,87  | Claudia Pechsteinová | 2:00,91  | —                              | —       |
| Haag           | Anni Friesingerová   | 2:00,31  | Cindy Klassenová      | 2:01,20  | Maki Tabataová       | 2:01,39  | 23. (div. B) Marcela Kramárová | 2:17,70 |
| Calgary        | Anni Friesingerová   | 1:54,61  | Sabine Völkerová      | 1:55,03  | Claudia Pechsteinová | 1:55,18  | 21. (div. B) Marcela Kramárová | 2:33,89 |
| Heerenveen     | Anni Friesingerová   | 1:58,18  | Jennifer Rodriguezová | 1:59,85  | Annamarie Thomasová  | 2:00,40  | 22. (div. B) Marcela Kramárová | 2:14,88 |
| Inzell         | Claudia Pechsteinová | 2:01,14  | Anni Friesingerová    | 2:01,40  | Cindy Klassenová     | 2:02,62  | —                              | —       |
|                |                      |          |                       |          |                      |          |                                |         |
| Celkové pořadí | Anni Friesingerová   | 500 bodů | Claudia Pechsteinová  | 360 bodů | Cindy Klassenová     | 330 bodů |                                |         |

### 3000 m/5000 m
| Místo          | Disciplína     | 1. místo             | Čas      | 2. místo             | Čas      | 3. místo             | Čas      | Příp. další česká účast        | Čas     |
| -------------- | -------------- | -------------------- | -------- | -------------------- | -------- | -------------------- | -------- | ------------------------------ | ------- |
| Berlín         | 3000 m         | Anni Friesingerová   | 4:08,44  | Claudia Pechsteinová | 4:09,69  | Maki Tabataová       | 4:12,17  | 32. (div. B) Marcela Kramárová | 4:55,37 |
| Innsbruck      | 3000 m         | Anni Friesingerová   | 4:12,19  | Claudia Pechsteinová | 4:14,12  | Renate Groenewoldová | 4:16,44  | —                              | —       |
| Haag 1         | 3000 m         | Anni Friesingerová   | 4:12,52  | Claudia Pechsteinová | 4:13,90  | Tonny de Jongová     | 4:13,95  | 22. (div. B) Marcela Kramárová | 4:54,98 |
| Haag 2         | 5000 m         | Anni Friesingerová   | 7:15,30  | Claudia Pechsteinová | 7:17,15  | Maki Tabataová       | 7:20,30  | —                              | —       |
| Heerenveen     | 3000 m         | Anni Friesingerová   | 4:08,40  | Renate Groenewoldová | 4:12,31  | Cindy Klassenová     | 4:12,61  | —                              | —       |
| Inzell         | 3000 m         | Claudia Pechsteinová | 4:15,71  | Marja Visová         | 4:18,09  | Maki Tabataová       | 4:18,32  | 7. (div. B) Marcela Kramárová  | 4:59,97 |
|                |                |                      |          |                      |          |                      |          |                                |         |
| Celkové pořadí | Celkové pořadí | Anni Friesingerová   | 500 bodů | Claudia Pechsteinová | 420 bodů | Maki Tabataová       | 305 bodů |                                |         |